# Deleatidium vernale
Deleatidium vernale är en dagsländeart som beskrevs av Phillips 1930. Deleatidium vernale ingår i släktet Deleatidium och familjen starrdagsländor. Inga underarter finns listade i Catalogue of Life.